# Bătălia sexelor
Bătălia sexelor este un tip de joc de coordonare cu anumite elemente conflictuale. Poate fi văzut drept scenariu de bază pentru majoritatea poveștilor hollywoodiene. Să ne imaginăm două persoane de sex opus, M și F, și fiecare persoană dorește să iasă seara cu cealaltă, însă au preferințe diferite în legătură cu locul unde vor să meargă. Ea vrea să meargă la discotecă, în schimb el vrea să meargă la meci. 

## Jocul simplu
Modul în care funcționează bătălia sexelor în acest tip de joc, ca în majoritatea poveștilor de dragoste constă în faptul că cei doi îndrăgostiți doresc să petreacă viața împreună, dar au preferințe diferite referitoare la modul în care își vor conduce viețile. Nici unul nu vrea să compromită un aspect important al vieții sale: cariera, ceilalți prieteni, unde vor locui, ș.a.m.d. Cum ambii jucători sunt interesați de coordonare (fie discotecă-discotecă, fie meci-meci) ar trebui să ne așteptăm la unul dintre aceste rezultate. 
|           | Disco (M) | Meci (M) |
| Disco (F) | 3,4       | 2,2      |
| Meci (F)  | 1,1       | 4,3      |

În tabel sunt prezentate pe orizontală alegerile ei iar pe verticală cele ale lui, iar în fiecare celulă a tabelului este prezentată mai întâi utilitatea obținută de el în situația respectivă, iar după virgulă utilitatea obținută de ea în aceeași situație.Se presupune prin valorile asociate că fiecare își dorește la fel de mult să petreacă timpul cu celălalt și că preferă la fel de mult să meargă la disco, respectiv meci. 

## Jocul repetat și negocierea
Dar în negocierile spre acest scop într-o serie de jocuri cu această structură, o repetată „bătălie a sexelor”, cum alegerea între cele două alternative (disco-disco și meci-meci) reprezintă o renunțare a unuia dintre cei doi jucători (primește 3 unități de utilitate în loc de 4) seria de compromisuri poate arăta în trei feluri. Ne putem imagina o înțelegere prin care cei doi să își îndeplinească alternativ prima preferință, sau natura compromisurilor să nu fie egală, ci să fie îndreptată în favoarea lui sau în favoarea ei. Într-un joc repetat este mai probabil ca unul dintre ei să fie blocat într-un echilibru inferior. 
El se poate dovedi personalitatea mai puternică și poate face cum vrea el mai des. Una dintre tacticile pe care le poate adopta în acest sens ar fi să pretindă că ar fi mai puțin interesat să petreacă seara cu ea decât este în realitate, și că este mai puțin interesat de ea decât este ea de el. Astfel, el modifică datele din tabel, cel puțin în ceea ce crede ea după cum urmează: 
|           | Disco (M) | Meci (M) |
| Disco (F) | 3,4       | 4,2      |
| Meci (F)  | 1,1       | 4,3      |

## Construirea reputației
Consecința este faptul că a doua opțiune pe care el o alege în funcție de utilitate este ca el să meargă la meci iar ea la disco (cu o utilitate egală cu cea în care merg amândoi la meci). 
Într-un joc repetat este importantă reputația pe care fiecare jucător și-o construiește, reputație care se bazează pe modul în care participă la joc. Dacă de exemplu, el nu este niciodată dispus să meargă în locurile ei preferate, atunci reputația lui va fi cea de individ intransigent, care nu acceptă nici un compromis, nu cea de persoană iubitoare. Dacă ea va face compromisuri prea des, atunci el, sau un alt jucător cu care trebuie să joace un astfel de joc va ști să insiste în a-și impune preferințele. Reputația se poate dezvolta, fără ca vreuna din părți să își dorească acest lucru în mod special: ea nu vrea să fie considerată cea care face tot timpul compromisuri, iar el nu vrea să fie considerat neiubitor. Dar dacă nu sunt atenți ei se vor identifica cu reputațiile lor.

### Falsa reputație
Dar reputațiile pot fi generate și în mod deliberat. El poate încerca să se comporte în mod intransigent, în realitate fiind îngrozit de perspectiva de a nu ieși împreună cu ea. Pentru a fi în avantaj el doar pretinde că structura punctajului său este diferită de cea reală, așa cum am văzut în tabelul utilităților modificat.